# Nicolas Léonard Sadi Carnot
Nicolas Léonard Sadi Carnot (Parigi, 1º giugno 1796 – Parigi, 24 agosto 1832) è stato un fisico, ingegnere e matematico francese.
A lui si devono importantissimi contributi alla termodinamica teorica; tra questi, la teorizzazione di quella che sarà chiamata la macchina di Carnot, il ciclo di Carnot e il teorema di Carnot, il cui enunciato afferma che qualsiasi macchina termodinamica, che lavori tra due sorgenti di calore a diversa temperatura, deve necessariamente avere un rendimento che non può superare quello della macchina di Carnot.

## Biografia
Nicolas-Léonard-Sadi Carnot nacque il 1º giugno 1796 a Parigi, presso Palazzo del Lussemburgo.
Era figlio di Lazare Carnot, generale, matematico, fisico e politico francese (membro della Convenzione Nazionale e del Direttorio). Suo fratello era lo statista Lazare Hippolyte Carnot e suo nipote Marie François Sadi Carnot, figlio di Hippolyte, fu presidente della repubblica dal 1887 al 1894. Lazare chiamò in questo modo Carnot in onore del poeta e moralista persiano Saadi. Un anno dopo la nascita di Sadi, il padre fu accusato di complottare con i realisti, ma riuscì a sfuggire alla morte scappando in esilio in Svizzera mentre la moglie fuggì insieme alla sua famiglia a St. Omer.
Sadi era di costituzione delicata, ma si irrobustì per mezzo di esercizi fisici. Era dotato di un'elevata sensibilità e allo stesso tempo di una estrema energia, era più che riservato, quasi maleducato, ma straordinariamente coraggioso se necessario.
Dopo l'ascesa al potere nel 1799, Napoleone fece richiamare in Francia Lazare Carnot, nominandolo Ministro della Guerra, affidandogli il reclutamento e l'addestramento degli ufficiali e la riorganizzazione dell'esercito francese stanziato in Germania. Quando Lazare andava a Malmaison per lavorare con il primo console, lasciava spesso il figlio, di circa quattro anni, in custodia di Madame Bonaparte che gli si affezionò.
La curiosità, riguardo alla fisica e in particolare alla meccanica, era uno dei tratti essenziali dei suoi interessi. I suoi studi presero una direzione scientifica frequentando dapprima il corso tenuto da M. Bourdon presso “the Charlemagne Lycée” e poi le lezioni dell'“École polytechnique”, alle quali fu ammesso, nel 1812, alla tenera età di 16 anni. Secondo alcuni storici egli, assieme agli studenti del Politecnico, avrebbe partecipato alla campagna della collinetta di Chaumont, ma questo fu smentito da M. Chasles nel 1869. Invece si sa che il battaglione del Politecnico partecipò all'impresa militare di Vincennes, nel marzo del 1814. Nel mese di ottobre Sadi lasciò il Politecnico, classificandosi sesto nella lista dei giovani uomini destinati al servizio nel corpo degli ingegneri e andò a Metz in qualità di sottotenente della scuola.
Nel 1818 arrivò un'inaspettata ordinanza reale che obbligava tutti gli ufficiali in servizio a presentarsi agli esami per i nuovi corpi del personale. Nel gennaio del 1819 Sadi si recò a Parigi per sottoporsi all'esame e fu nominato tenente del personale. Successivamente ottenne il congedo dedicandosi allo studio che interruppe solo nel 1821 per recarsi dal padre, in Germania, il quale morì due anni dopo.
Di lì in avanti, oltre a occuparsi agli studi scientifici, Sadi si interessò alla cultura delle arti. Fu un precursore dei movimenti artistici e letterari che si svilupperanno in seguito alla rivoluzione del 1830. Stimava l'utile e il bello, frequentava il museo del Louvre, il Teatro Italiano, il "Jardin des Plantes" e il "Conservatoire national des arts et métiers". La musica era un'altra delle sue passioni, probabilmente ereditata da sua madre la quale era un'eccelsa pianista. Il suo insaziabile intelletto non gli consentiva di rimanere estraneo a nessun ramo della conoscenza.
Sadi viveva col fratello Hippolyte in un piccolo appartamento nella ‘Rue de Parc Royale'. Un giorno chiese al fratello di leggere alcuni passaggi del suo manoscritto per capire se questo potesse essere compreso da persone che si occupavano di altri studi.
Era molto riservato e spesso nelle conversazioni con alcuni amici, li teneva all'oscuro delle scoperte scientifiche che aveva accumulato. Il suo freddo comportamento inoltre mascherava la sua bontà e cortesia.
Verso la fine del 1827 Carnot ritornò nel corpo degli ingegneri col grado di capitano.
Visitò frequentemente M. Clement Desormes, professore al ‘Conservatoire des Arts et Metiers', il quale gli diede molti consigli riguardanti la chimica.
Nel 1824, a soli 28 anni, pubblicò l'opera Réflexions sur la puissance motrice du feu (Riflessioni sulla potenza motrice del fuoco). Le conclusioni a cui giunse in quest'opera, anche se basate ancora sull'ammissione dell'esistenza di un fluido ipotetico denominato calorico, sono estremamente importanti e vengono considerate il punto di partenza dal quale Clausius e Lord Kelvin giunsero a stabilire in forma rigorosa il secondo principio della termodinamica. Purtroppo questi studi furono interrotti dalla Rivoluzione di luglio, nel 1830.
Prima del 1830 creò parte della ‘Réunion polytechnique industrielle', costituita da vecchi studenti del Politecnico che avevano un piano di studi in comune e, dopo il 1830, divenne membro della ‘Association polytechnique', costituita da laureati che come avevano come obiettivo la diffusione della conoscenza.
Nel 1832 la sua eccessiva dedizione al lavoro compromise la sua salute. Un'infiammazione polmonare e, successivamente, la scarlattina, lo costrinsero a letto per venti giorni. Nel mese di agosto ebbe una ricaduta causata da febbre cronica e il 24 agosto del 1832 Sadi morì a causa di un'epidemia di colera. La sua tomba è visitabile presso il cimitero di Ivry-sur-Seine. Per evitare il contagio, subito dopo la sua morte, i suoi effetti personali vennero bruciati, cosicché andarono distrutti quasi tutti i suoi scritti non ancora pubblicati. M. Robelin fu uno degli amici più intimi di Sadi che aiutò Hippolyte a curare il fratello durante la sua ultima malattia e che pubblicò una nota riguardante l'amico nella “Revue encyclopédique”.

### Studi e accoglienza nel mondo scientifico
All'età di 16 anni, entrò nella École polytechnique, dove suoi contemporanei come Claude-Louis Navier e Gaspard-Gustave Coriolis erano allievi di Joseph Louis Gay-Lussac, Siméon-Denis Poisson e André-Marie Ampère. Dopo la laurea, divenne ufficiale del genio militare dell'Esercito francese conseguendo il grado di capitano, prima di dedicarsi ai suoi studi dopo il 1819 che lo portarono a essere considerato il più importante scienziato, tra i contemporanei di Jean Baptiste Joseph Fourier, che si dedicò allo studio del calore.
L'opera di Carnot ricevette un'onorevole accoglienza, compresa quella dell'Accademia francese delle scienze, presso la quale Pierre Simon Girard, accademico e direttore di una rivista scientifica, li presentò nella seduta del 14 giugno 1824, completando la presentazione con un rendiconto analitico in forma orale agli altri membri dell'Accademia il 26 luglio 1824. È chiaro che una presentazione all'Accademia sotto forma di Memoria avrebbe consentito di attirare l'attenzione della comunità scientifica sui lavori di Sadi Carnot, comportando come normale conseguenza una pubblicazione nel Recueil des Savants étrangers. Così né la "grande scienza" francese, rappresentata dall'Institut de France, né la celebre École polytechnique, reagirono all'uscita dell'opera di Carnot, non avendone compresa appieno la portata. Da parte sua Sadi, che pare non avesse affatto il senso della pubblicità, omise di inviarne copia alla biblioteca della Scuola superiore delle Miniere di Parigi e una alla Scuola dei ponti e della strade, privandosi così di un uditorio scelto, esattamente come ne omise l'invio agli Annales de Chimie et de Physique e agli Annales des Mines. Inoltre si deve notare che, nonostante una tiratura limitata, certe copie invendute furono trovate intonse.
Da parte degli ingegneri solo Pierre-Simon Girard ne fece un pieno elogio. Alla comparsa della Réflexions, gli ingegneri avevano già compreso per esperienza che il vapore era un mezzo assai soddisfacente, indipendentemente dal combustibile che lo generava, e quando Carnot affermava che questo era fondato su una vera e propria teoria, non ne videro che una conferma astratta.

## "Riflessioni sulla potenza motrice del fuoco"
Il trattato è stato pubblicato da Guiraudet Saint-Amé nel 1824.
Il tema del trattato viene esposto senza che siano state previste dall'autore delle suddivisioni per argomento. Per chiarire alcuni passaggi Carnot ha aggiunto delle note a pié di pagina con i dovuti riferimenti agli esperimenti e alle affermazioni di altri studiosi.
Per facilitare l'esposizione degli argomenti contenuti nel trattato proponiamo di seguito una suddivisione arbitraria.

### Osservazioni introduttive
Il calore è in grado di produrre forza motrice come testimoniano numerosi fenomeni naturali (l'ascensione delle nuvole, lo spostamento delle masse d'acqua marine, vulcani, terremoti, ecc.) che si basano proprio su questo principio. La natura stessa permette inoltre all'uomo di avere a disposizione immense riserve di combustibile per ricavare energia dal calore.
Carnot conferisce agli ingegneri inglesi il merito di essere stati i primi a esplorare le possibilità derivanti dalla produzione di energia dal calore. Al suo tempo infatti le prime macchine termiche erano state costruite proprio da ingegneri inglesi. Queste macchine erano nate con un'applicazione pratica immediata nel campo industriale dove erano impiegate per facilitare alcuni processi produttivi come il drenaggio delle miniere di carbone e di ferro.
Rimaneva ancora molto da scoprire in questo campo poiché i padri delle macchine termiche per arrivare alla loro realizzazione avevano proceduto per tentativi senza conoscere fino in fondo i principi teorici che permettevano alle loro macchine di funzionare. Lo studio delle macchine termiche e del calore risulta essere di grande interesse per Carnot che, riconoscendone il grande potenziale, arriva a dire che con uno studio metodico dei principi teorici fondamentali sarebbe stato possibile portare il mondo civilizzato a una grande rivoluzione.

### La macchina termica ideale
Carnot si propone di trovare dei principi che siano validi per tutte le macchine termiche possibili e non solo per quelle che funzionano con il vapore.
Requisito fondamentale per la produzione di forza motrice è la variazione di volume che può verificarsi per qualsiasi mezzo utilizzato. Con i gas la variazione di volume è più pronunciata anche per piccoli cambiamenti di temperatura; questo fatto rende i gas il mezzo più adatto per la produzione di forza motrice dal calore. È importante sottolineare che il vapore, o qualsiai altro mezzo impiegato, è solo un mezzo per il trasporto del calorico.
La produzione di forza motrice non è dovuta a un consumo di calorico, ma al suo trasporto da un corpo caldo a un corpo freddo.

Carnot assume come verità autoevidente la proposizione:
“Ogni volta che esiste una differenza di temperatura, la forza motrice può essere prodotta.”

#### La forza motrice prodotta non dipende dalla sostanza utilizzata (dimostrazione basata sulla macchina a vapore)
Immaginiamo due corpi: A (la fornace) e B (il refrigeratore). Entrambi sono tenuti a temperatura costante in modo che quella di A sia maggiore di quella di B. Questi due corpi possono perdere calore senza variare la loro temperatura, diventando due illimitate riserve di calorico. Per produrre forza motrice, attraverso il passaggio di una certa quantità di calore dal corpo A al corpo B, dovremo procedere come segue:
1. prelevare calorico dal corpo A (metallo che compone il bollitore negli ordinari motori) e utilizzarlo al fine di produrre vapore acqueo, il quale sarà alla stessa temperatura del corpo con cui è a contatto;
2. il vapore acqueo, essendosi formato in uno spazio capace di espansione, come un cilindro fornito di pistone, può aumentare il suo volume. Una volta rarefatto, la sua temperatura diminuirà spontaneamente, come succede con tutti i fluidi elastici; la rarefazione continua fino a che la temperatura non diventa precisamente quella del corpo B;
3. per condensare il vapore acqueo bisogna metterlo a contatto con il corpo B e allo stesso tempo esercitare una pressione costante finché non è totalmente liquefatto.

Le operazioni appena descritte possono essere svolte in maniera inversa. Di fatto, non esiste niente che impedisca di formare vapore con il calorico del corpo B, e alla temperatura di quel corpo, comprimere il vapore per fargli acquisire la temperatura del corpo A, condensarlo attraverso il contatto con quest'ultimo e continuare la compressione per completare la liquefazione. Nel primo ciclo di operazioni avevamo, allo stesso tempo, prodotto forza motrice e trasferito calorico da A a B. Con le operazioni inverse vi è un dispendio di forza motrice e contemporaneamente il ritorno del calorico dal corpo B al corpo A.
Se continuassimo a eseguire le due operazioni all'infinito, non produrremo né forza motrice né calorico.
Però, se esistesse un mezzo migliore per usare il calore di quello impiegato, cioè se il calorico potesse produrre una quantità di forza motrice maggiore di quella che abbiamo ottenuto inizialmente, sarebbe sufficiente estrarre una parte di questa forza seguendo il metodo appena indicato per spostare il calorico dal corpo B al corpo A, per ristabilire le condizioni precedenti e quindi ricominciare il ciclo: questo non sarebbe solo un moto perpetuo, ma un'illimitata creazione di forza motrice senza consumo né di calorico né di altri agenti. Una tale creazione è del tutto contraria alle leggi della meccanica.

Si può quindi concludere che:
“La massima forza motrice che si ottiene dall'uso del vapore è anche la massima forza motrice che si possa ottenere con qualunque mezzo.”

#### Chiarimento del significato del termine “massima forza motrice”
Carnot sapeva che il trasporto del calore tra corpi a temperature diverse è un processo dispendioso e irreversibile, che deve essere eliminato se il motore termico deve raggiungere la massima efficienza.

Perciò la condizione per avere massima forza motrice è:
"Che nei corpi impiegati per produrre la forza motrice del calore, non ci sia alcun cambiamento di temperatura che non sia legato a un cambiamento di volume."
Questo avviene solo se supponiamo che il cilindro e un corpo, A o B, abbiano la stessa temperatura o che la differenza di queste sia infinitesima.

#### La forza motrice prodotta non dipende dalla sostanza utilizzata (dimostrazione basata sul ciclo di Carnot)
Nella quarta parte viene definito un motore ideale e il suo ciclo operativo. Per fare questo immagina una macchina perfetta, un motore termico strettamente ridotto ai suoi elementi essenziali:
- un cilindro chiuso;

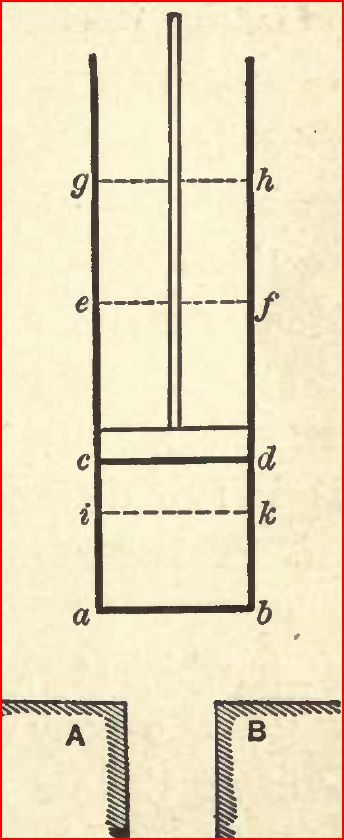
Componenti del ciclo di Carnot

- una sostanza agente che può essere vapore o gas;
- un pistone o diaframma mobile;
- un corpo caldo (A);
- un corpo freddo (B).

Il funzionamento della macchina è basato su queste operazioni (vedi immagine sottostante):
1. l'aria rinchiusa nel cilindro, a contatto con il corpo A, raggiunge la temperatura di A. Il pistone è nella posizione cd;
2. il corpo A fornisce il calorico necessario a mantenere la temperatura costante. Il pistone sale gradualmente prendendo la posizione ef;
3. rimuovendo il corpo A, l'aria nel cilindro non è più in contatto con nessun corpo capace di fornire calorico pertanto la temperatura diminuisce fino a raggiungere quella del corpo B. Il pistone continua a muoversi finché non raggiunge la posizione gh;
4. l'aria viene messa in contatto con il corpo B che mantiene costante la temperatura dell'aria. Contemporaneamente l'aria viene compressa portando il pistone dalla posizione gh alla posizione cd;
5. rimosso il corpo B, la compressione dell'aria continua. Il pistone si trova isolato e la sua temperatura cresce. SI continua a comprimere il gas finché la sua temperatura non raggiunge quella del corpo A. In questa fase il pistone raggiunge la posizione ik;
6. l'aria è di nuovo messa in contatto con il corpo A e il pistone torna a essere nella posizione ef; la temperatura rimane invariata;
7. i passaggi descritti dal terzo punto (compreso) in poi sono ripetuti in successione: 4,5,6,3,4,5,6,3,4,5,6…e così di seguito.

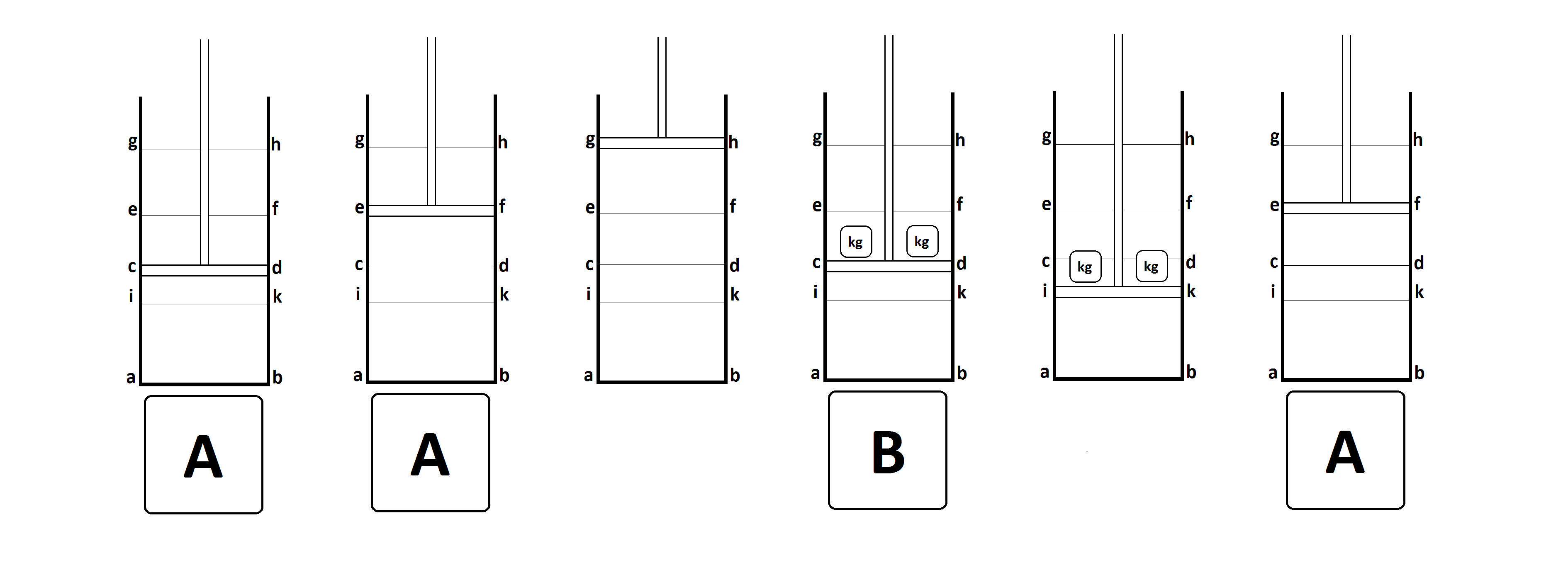
Schema di funzionamento della macchina termica di Carnot

Si può notare che per gli stessi volumi e per posizioni simili del pistone, la temperatura è maggiore durante la dilatazione che durante la compressione del fluido elastico.
I risultati di queste prime operazioni hanno portato alla produzione di una certa quantità di forza motrice, trasferendo calorico dal corpo A al corpo B. Durante lo svolgimento delle operazioni inverse si ha il consumo della forza motrice prodotta precedentemente e il ritorno del calorico dal corpo B ad A; in questo modo questi due cicli si neutralizzano a vicenda.

Ragionando come nel caso della macchina a vapore, Carnot conclude affermando che:
“La forza motrice del calore è indipendente dagli agenti impiegati per realizzarla; la sua quantità è fissata unicamente dalle temperature dei corpi tra i quali si effettua, infine, il trasferimento del calorico.”

### Proprietà nei gas

#### Calorico assorbito o rilasciato in una trasformazione isoterma
Partendo dal ciclo descritto precedentemente, Carnot immagina di diminuire al minimo la differenza di temperatura tra i corpi A e B e di ridurre le fasi 3 e 5 del ciclo in modo che la temperatura vari il meno possibile affinché possa essere considerata costante.

Dati due gas, se essi hanno stessa temperatura e stessa pressione, essi producono uguali quantità di forza motrice, ciò comporta quindi un uguale trasferimento di calorico (assorbito in espansione e rilasciato in compressione), si può quindi affermare:
"Quando un gas passa senza cambiare temperatura da un volume e da una pressione definiti a un altro volume e a un'altra pressione ugualmente definiti, la quantità di calorico assorbita o rilasciata è sempre la stessa, qualunque sia la natura del gas scelto per l'esperimento"
In questo passaggio del trattato, Carnot porta a supporto delle proprie affermazioni dei riferimenti alla legge di Mariotte e agli studi di Gay-Lussac e Dalton che avevano confermato sperimentalmente questa legge.

Da questi studi Carnot deduce anche il seguente teorema:
"Quando un fluido elastico passa senza cambiare temperatura da un volume U a un volume V e quando una quantità simile dello stesso gas passa alla stessa temperatura dal volume U' al volume V', se il rapporto di U' e V' è lo stesso di U e V, allora la quantità di calore assorbito o liberato in entrambi i casi è lo stesso".
Questo teorema può essere espresso anche ricorrendo all'utilizzo delle progressioni aritmetiche e geometriche:
"Quando un gas varia in volume senza cambiare temperatura, la quantità di calore assorbito o liberato da questo gas è in progressione aritmetica se l'incremento o il decremento del volume è in progressione geometrica".

#### Rapporto fra i calori specifici
Carnot, partendo dal presupposto che in un ciclo si conservasse il calorico, cerca di calcolare la quantità di calorico scambiata in una trasformazione isobara o isocora. Per farlo si basa sui risultati degli studi di altri scienziati come Poisson, Gay-Lussac e Mariotte. I dati forniti dalla teoria del suono su cui lavorò Poisson furono un fondamentale contributo per la ricerca di Carnot.
Sia dunque {\displaystyle {\operatorname {1} \! \over \operatorname {116} \!}+{\operatorname {1} \! \over \operatorname {267} \!}} il calore specifico a pressione costante e sia {\displaystyle {1 \over 116}} il calore specifico a volume costante.
Eseguendo il rapporto fra le due si ottiene {\displaystyle {267 \over 116+267}}.
Assumendo che il primo dei due calori specifici, cioè quello calcolato a pressione costante, sia 1, allora il calore specifico calcolato a volume costante è pari al rapporto individuato precedentemente.
La differenza fra i due calori specifici è uguale a: {\displaystyle Cp-Cv=1-{116 \over 116+267}}con risultato pari a {\displaystyle 0,3}.

Carnot conclude affermando:
"La differenza tra il calore specifico a pressione costante e il calore specifico a volume costante è lo stesso per tutti i gas."
Questa conclusione, benché condizionata da errori concettuali, come la convinzione che il calore si conservi, e da dati sperimentali imprecisi, è tuttavia ancora accettabile per la fisica odierna.

#### Rapporto fra calore specifico e densità
Carnot identificò un rapporto fra la densità del gas e il corrispettivo calore specifico.
Si supponga un sistema simile a quello rappresentato precedentemente, ove però i corpi A e B differiscano in temperatura di un grado.
Il corpo A (così come il corpo B) compiono un ciclo di scambio calorico, divisibile in due parti:
1. una parte necessaria a mantenere la temperatura del fluido costante durante la dilatazione;
2. una parte necessaria per ripristinare la temperatura del fluido da quella del corpo B a quella del corpo A.

La prima parte del calorico prenderà d'ora in poi il nome di a, la seconda parte del calorico di b; il calore totale sarà quindi a + b.
Anche il calorico trasmesso dal corpo B può essere diviso in due parti:
1. la prima, b', a causa del raffreddamento del gas da parte del corpo B;
2. la seconda, cioè quello rilasciato dal gas a causa della sua riduzione in volume.

Anche in questo caso, il calorico totale sarà dato dalla somma delle due parti, a'+b'.
Dopo un ciclo completo di trasformazioni, il gas ritornerà alle sue condizioni iniziali.
Si ottiene quindi l'equazione a+b=a'+b' oppure a-a'=b'-b.
Come dimostrato in precedenza, le quantità a e a' sono indipendenti dalla densità purché le variazioni di volume siano proporzionali al volume originario.
La loro differenza rispetta queste condizioni, così anche b'-b.
Ma b' è la quantità di calorico necessario per alzare la temperatura del gas di un grado nell'ambiente abcd invece b è la quantità di calore ceduto dal gas nell'ambiente abef per diminuire la sua temperatura di un grado.
Queste quantità servono come misura dei calori specifici e si può quindi affermare:
“I cambiamenti di calore specifico di un gas causati da una variazione di volume dipendono interamente dal rapporto fra volume originale e volume modificato.”
Che matematicamente può essere scritta:
“Quando un gas aumenta in volume in progressione geometrica, il suo calore specifico aumenta in progressione aritmetica.”
Quindi, sia a è il calore specifico a una data densità: se la densità si dimezzasse, allora il calore specifico sarebbe a+h; se si riducesse a un quarto, sarebbe a+2h.
In accordo con gli ultimi teoremi enunciati, Carnot esprime infine un'ultima conclusione:
“La differenza fra il calore specifico a pressione costante e il calore specifico a volume costante è sempre la medesima, qualunque sia la densità del gas, purché il peso rimanga lo stesso.”

#### Relazione fra calore specifico e pressione
Sapendo che la differenza fra i due calori specifici è costante, allora se uno di essi aumenta seguendo una progressione aritmetica anche l'altro seguirà la stessa progressione.
A scopo esemplificativo, Carnot riporta inoltre una tabella recante il variare del calore specifico dell'aria al variare della pressione.
| Pressione in atm | Calore specifico riferito alla pressione |
| ---------------- | ---------------------------------------- |
| 1/1024           | 1,840                                    |
| 1/512            | 1,756                                    |
| 1/256            | 1,672                                    |
| 1/128            | 1,588                                    |
| 1/64             | 1,504                                    |
| 1/32             | 1,420                                    |
| 1/16             | 1,336                                    |
| 1/8              | 1,252                                    |
| 1/4              | 1,165                                    |
| 1/2              | 1,084                                    |
| 1                | 1,000                                    |
| 2                | 0,916                                    |
| 4                | 0,832                                    |
| 8                | 0,748                                    |
| 16               | 0,664                                    |
| 32               | 0,580                                    |
| 64               | 0,496                                    |
| 128              | 0,412                                    |
| 256              | 0,328                                    |
| 512              | 0,224                                    |
| 1024             | 0,160                                    |

Il calore specifico varia secondo una progressione aritmetica mentre la pressione varia secondo una progressione geometrica; Carnot riuscì a legare le due variabili con l'espressione seguente {\displaystyle C_{p}=A+B\cdot ln({p \over p_{0}})} dove A e B sono due costanti che è possibile determinare utilizzando i dati forniti dalla tabella di Carnot.
Si ottiene infine la relazione: {\displaystyle C_{p}=1-0,121\cdot \ln({p \over p_{o}})}
Seguendo il ragionameno di Carnot si arriva a dire che il calore specifico a pressione/volume costante dipende dalla pressione e dal volume del gas alla quale viene misurato.

#### Relazione fra variazione di temperatura e forza motrice
Riferendosi all'esperimento con il cilindro descritto precedentemente, si delineino due casi distinti.
Nel primo, le sorgenti A e B hanno temperatura uguale a 100° e 100°-h (dove h è una quantità molto piccola), nel secondo esse hanno temperatura uguale a 1° e 1°-h.
La forza motrice è quindi uguale alla differenza fra il lavoro compiuto dal gas nell'espansione e quello compiuto per riportare il gas al volume iniziale, tale differenza è uguale sia a 100° sia a 1°.
Per quanto riguarda il calore fornito nei due casi dal corpo A, Carnot dimostra che è differente.
Per fare ciò, egli considera che l'aria che occupa lo spazio abcd alla temperatura di 1° può passare a occupare lo spazio abef a 100° in due modi:
1. scaldare l'aria isocoricamente (da 1° a 100°) e procedere all'espansione isotermica (a 100°);
2. espandere l'aria isotermicamente (a 1°) e scaldarla isocoricamente (da 1° a 100°).

Sia a la quantità di calore impiegata nell'isocora e b la quantità di calore impiegata nell'isoterma nel primo caso e a' e b' le corrispondenti quantità impiegate nel secondo caso.
Siccome il risultato finale di questa operazione è lo stesso, la quantità di calore totale impiegata nei due casi deve essere uguale, cioè a+b =a'+b' che può essere scritto come a'-a=b-b'.
Ma a' è la quantità di calore necessario per innalzare la temperatura del gas da 1° a 100° quando occupa lo spazio abef, a invece quello necessario per effettuare il medesimo processo nello spazio abcd.
In accordo con gli esperimenti di Delaroche e Bérard, la densità del gas nel primo caso sarà quindi minore rispetto alla corrispettiva nel secondo caso, rendendo la sua capacità termica maggiore.
Quindi sarà a'>a e consequenzialmente b>b', generalizzando la proposizione:
"La quantità di calore dovuta al cambiamento di volume del gas è maggiore al crescere dell'aumento della temperatura."

### Macchine termiche e studio sui materiali
Nella parte finale del trattato Carnot analizza alcuni principi alla base del funzionamento delle macchine termiche con l'intenzione di ottimizzare il loro rendimento.

Il primo di questi principi viene subito enunciato: 
"La variazione del calorico produce più forza motrice a temperature più basse rispetto a temperature alte."
Partendo da questo principio Carnot intende calcolare la forza motrice di tre diversi gas (l'aria, il vapore acqueo e il vapore alcolico) per dimostrare che l'agente utilizzato nel processo non influenza la produzione di forza motrice.

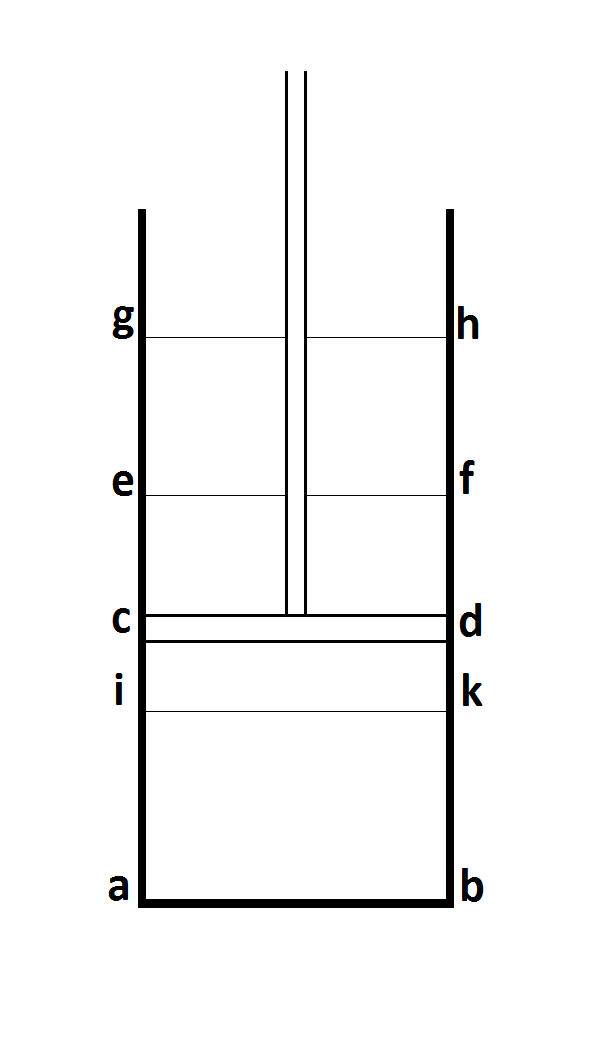
Macchina termica Carnot

#### Studio con l'aria
Partendo dal consueto sistema citato già in esperimenti precedenti, si presuppongano tre condizioni:
- l'aria è presa a pressione atmosferica;
- la temperatura del corpo A è pari a 0,001°;
- la temperatura del corpo B è 0°.

Alla luce delle dimostrazioni precedenti, si può affermare che l'aria subisce un aumento di volume di {\displaystyle {1 \over 116}+{1 \over 267}}rispetto al volume iniziale.
La forza motrice è legata all'aumento di volume, ma anche alla differenza di temperatura fra 0,001° e 0°.
In accordo con le osservazioni di Gay-Lussac, si usino come dati i seguenti:
- la differenza sopracitata è pari a {\displaystyle 1 \over 267000}della pressione atmosferica;
- la pressione atmosferica è tale a 10,40 m (oppure la pressione di una colonna d'acqua alta 10,40 m);
- il volume di un chilogrammo di aria a 0° è pari a 0,77 metri cubi.

La forza motrice (espressa in m3 di acqua sollevati di 1 m) è quindi data dall'espressione:
{\displaystyle ({1 \over 116}+{1 \over 267})\cdot 0,77\cdot {1 \over 267000}\cdot 10,40}che sarà pari a {\displaystyle 3,72\cdot 10^{-7}}.
È necessario tuttavia calcolare la quantità di calore impiegata per l'ottenimento di tale risultato ed è la quantità di calore trasferita dal corpo A al corpo B.
Il corpo A fornisce:
1. il calore richiesto per portare la temperatura di un chilogrammo di aria da 0° a 0,001°;
2. la quantità necessaria per mantenere tale temperatura quando l'aria sperimenta una dilatazione di {\displaystyle ({1 \over 116})+({1 \over 267})}.

La prima quantità è quindi molto piccola rispetto alla seconda.
Successivamente, in accordo con l'esperimento di Delaroche e Bérard, possiamo calcolare il calore specifico dell'aria, che con quantità di massa uguali, è pari a 0,267 del corrispettivo in acqua.
Questa è la quantità di calore capace di produrre {\displaystyle 3,72\cdot 10^{-7}}unità di forza motrice, dalla variazione fra 0,001° e 0°.
Per una variazione 1000 volte superiore, quindi di 1°, la forza motrice prodotta sarà {\displaystyle 3,72\cdot 10^{-4}}.
Se al posto di 0,267 unità di calore ne impiegassimo 1000 unità, in proporzione otterremmo 1,395 unità di forza motrice.
I risultati saranno ora comparati con quelli di altri fluidi.

#### Studio con il vapore acqueo
Si parte dal sistema a pistoni nell'immagine; si pone al suo interno un chilogrammo di acqua e la differenza di temperatura fra A e B è minima.
1. L'acqua a contatto con il corpo A diventa vapore acqueo e riempie il vuoto lasciato dal pistone che si muove dalla posizione cd per raggiungere ef.
2. Il vapore messo a contatto con il corpo B torna a essere acqua. Il vapore perde parte della sua forza elastica e si liquefà totalmente nel momento in cui il pistone ridiscende nella posizione ab.
3. Mettendo nuovamente l'acqua a contatto con il corpo A, essa torna alla propria temperatura iniziale.

La quantità di forza motrice sviluppata in un ciclo completo è calcolata mediante il prodotto tra il volume del vapore e la differenza di pressione del sistema calcolata quando è a contatto con il corpo A e poi con B.
Supponiamo che la temperatura del corpo A sia 100° e quella di B sia 99°. La differenza di pressione sarà, in accordo con le tavole di Dalton, pari a 26 mmHg oppure uguale alla pressione di una colonna d'acqua alta 0,36 m. Il volume del vapore è 1700 volte quello dell'acqua.
Quindi, operando con un chilogrammo si potrà eseguire il calcolo: {\displaystyle {1,700\cdot 0,36}=0,611} unità.
La quantità di calore impiegata è la quantità richiesta per trasformare in vapore acqueo ed è pari a 550 unità di calore.
Se, per omogeneità con gli esperimenti precedenti, proporzionassimo a mille unità di calore, si otterrebbe {\displaystyle 1,112} unità di forza motrice.
Il risultato è minore a quello dell'aria, condizionato tuttavia dalle temperature differenti.
In base alla legge di Clément-Desormes, conosciamo il calore necessario a vaporizzare l'acqua a 0°, ed è pari a 550 + 100 cioè il calore necessario per vaporizzare l'acqua già a 100° e quello necessario per portarla a 100°.
Eseguendo nuovamente il procedimento descritto in precedenza otteniamo un valore pari a 1,290 unità di forza motrice, differendo da quello dell'aria solo di 1/13.

#### Studio sul vapore alcolico
Per il procedimento, si rimanda alla sezione relativa al vapore acqueo, sono però cambiati i dati:
- l'alcool puro bolle a 78,7° ed è necessario fornire a un chilo di alcool a tale temperatura 207 unità di calore per bollirlo completamente;
- la pressione a un grado di distanza dall'ebollizione è diminuita di {\displaystyle 1 \over 25}rispetto a quella atmosferica.

Usando questi dati, individuiamo che, passando da 77,7° a 78,7° la forza motrice sviluppato è di 0,251 unità.
In proporzione ai casi precedenti, con 1000 unità di calore, la forza motrice sarà {\displaystyle 1,230} unità.

### Ricerca di metodi per la produzione energetica
In seguito, Carnot dedica una parte del testo alla definizione dei metodi per ricavare forza motrice.
Un primo esempio che il fisico propone è l'utilizzo di una barra di ferro, riscaldata e raffreddata che produce lavoro in seguito alla sua dilatazione o contrazione ma per sua stessa ammissione il sistema si dimostrerebbe impraticabile per tre motivi:
1. Il primo problema è la grande variazione di temperatura necessaria per provocare l'allungamento e la contrazione.
2. Il secondo problema è, nel caso dei metalli, la perdita della tempra e dunque la necessità di sostituirli periodicamente.
3. Il terzo problema principale è lo sforzo necessario per il raffreddamento del materiale che, a parità di calore, non permetterebbe il riscaldamento necessario per ripristinare il sistema.

Carnot afferma inoltre che problemi sorgerebbero anche nell'uso dei liquidi, non solo dal punto di vista pratico ma anche dal punto di vista energetico, la compressione e la dilatazione sarebbero scarse.
Il fisico tuttavia, elogia le proprietà dei fluidi e dei gas elastici, affermandone le buone proprietà in funzione di produzione di forza motrice, seguendo tuttavia i seguenti principi:
1. La temperatura del fluido deve essere il più alta possibile, per ottenere una buona produzione di calore e dunque energia
2. Per lo stesso motivo, il raffreddamento dovrebbe portare il corpo alla temperatura più bassa possibile
3. Il procedimento complessivo deve essere impostato in modo tale da permettere un aumento di volume per permettere uno spontaneo effetto di rarefazione e raffreddamento.

Sono presenti tuttavia dei limiti, relativi al riscaldamento e al raffreddamento, nel primo caso sono i limiti del processo combustivo nel caso del raffreddamento i limiti sono dati da quelli dell'acqua reperibile in quel determinato luogo.
Inoltre, nel processo di produzione di potenza motrice si rendono necessari contenitori di grandi dimensioni e resistenza e questo risulta essere un terzo limite, unito alla necessità di mantenere una differenza di temperatura bassa.
Dal processo combustivo, si ottiene una differenza di temperatura pari a 1000°, tuttavia nei motori a vapore, la temperatura ottimale (cioè pari a 6 atm) è 160° mentre quella minima è pari a 40°, per una differenza di 120°.

È quindi evidente la superiorità dei macchinari ad alta pressione rispetto a quelli a bassa pressione: 
“La differenza è insita nella gestione di un maggior quantitativo di calorico”
Tuttavia, per rendere ancora più efficienti tali macchinari è necessario rendere il maggior quantitativo di calorico possibile come utilizzabile:
“Un buon motore a vapore non lavora solo ad alta pressione, ma a pressione soggette a rapide variazione e che differiscono in modo netto l'una dall'altra”

#### Giudizio sui macchinari esteri
Carnot propone infine un'analisi dei macchinari teorizzati da ingegneri, soprattutto inglesi come per esempio Hornblower e Woolf, procedendo inoltre a una descrizione del loro motore bicilindrico.
Carnot afferma inoltre l'importanza dell'Inghilterra nel processo di evoluzione dei motori, usati dagli inglesi stessi per muovere i vagoni carichi di carbone provenienti dalle tante miniere circostanti.
Inoltre, sempre in Inghilterra, sono stati compiuti molti tentativi per sfruttare l'azione del calore sull'aria; essa presenta, infatti, sia vantaggi sia svantaggi rispetto al vapore acqueo:
1. essa presenta una minore capacità termica e si raffredda più rapidamente;
2. il vapore acqueo si forma solo tramite intervento di un processo di combustione, l'aria non ha bisogno di agenti esterni per formarsi;
3. per effettuare un aumento di volume e però necessario porla sotto alta pressione;
4. la condensazione del vapore è più semplice da eseguire rispetto al raffreddamento dell'aria;
5. uno dei più grandi problemi del vapore è che a temperature molto alte richiede contenitori di grande resistenza, cosa che non avviene con l'aria dove non c'è nesso fra temperatura e forza elastica.

L'uso dell'aria dunque porterebbe grandi vantaggi, ma anche alcune difficoltà che il fisico definisce “non insormontabili”.
Anche altri gas presentano caratteristiche simili all'aria ma non sono caratterizzati da nessuno dei suoi vantaggi.
Carnot afferma anche l'utilità di alcune caratteristiche del vapore alcolico, tuttavia esso presenta un problema affine al vapore acqueo, la necessità di contenitori resistenti a una pressione elevata.

#### Studio con il carbone
Con un chilogrammo di carbone bruciato nel calorimetro si produce una quantità di calore pari a 7000 unità. Supponiamo di avere due corpi, A e B. Il corpo A è a 1000° mentre il corpo B è a 0°. Se la forza motrice fosse proporzionale alla variazione del calorico, e se fosse lo stesso per ogni grado termometrico, il valore della forza motrice sarebbe:
{\displaystyle 1,112\cdot 1000=1112}
Ma questa legge si discosta dalla realtà a temperature elevate, quindi possiamo suppore che il valore sia 560 (effettuando una divisione per due).
Visto che un chilogrammo di carbone produce 7000 unità di calore, e che 560 è relativo a 1000 unità, la forza motrice sviluppata da un chilogrammo di carbone è data dalla seguente moltiplicazione:
{\displaystyle 7\cdot 560=3920}
Ora vediamo quanta forza motrice riesce a produrre una delle migliori e più conosciute macchine a vapore del tempo. Una di queste è la macchina a doppio cilindro usata per il drenaggio dell'acqua per l'estrazione di stagno e rame.
Il miglior risultato ottenuto da questa macchina è il seguente:
65 milioni di libbre di acqua sono state sollevate di 33 cm grazie all'utilizzo del carbone.
Questo equivale al sollevamento di 195 metri cubi di acqua, per chilogrammo di carbone, all'altezza di 1 metro, producendo così 195 unità di forza motrice per chilogrammo di carbone.
195 unità sono solo {\displaystyle 1 \over 20}di 3920, questo vuol dire che è stato utilizzato soltanto{\displaystyle 1 \over 20}della forza motrice sviluppata dal combustibile.

#### Giudizio sul "calorico"
Nonostante nel trattato "Riflessioni sulla potenza motrice del fuoco", Carnot ponga il calorico come un elemento fondamentale dell'analisi che egli attua, nell'appendice A di tale trattato il fisico espone alcuni fatti sperimentali che potrebbero far dubitare sulla natura materiale del calorico e afferma:
"Quando un'ipotesi non basta più per spiegare i fenomeni, dovrebbe essere abbandonata. Questo è il caso che riguarda il calorico come materia, come fluido sottile"
I fatti sperimentali che tendono a distruggere questa teoria sono i seguenti:
1. a seguito di urto o attrito fra i corpi si produce calore: se il calorico esistesse bisognerebbe ammettere che la materia (e quindi il calorico) si produca dal movimento;
2. in una pompa d'aria in funzione l'aria entra a una determinata temperatura, ma per effetto della compressione, la sua temperatura tende ad aumentare, uscendo a una temperatura maggiore rispetto all'aria circostante, anche in questo caso il calore è generato da movimento;
3. si ha un aumento di temperatura anche nel caso dell'entrata dell'aria in un contenitore vuoto, in questo caso non relativo alla compressione dell'aria rimanenente, ma relativo all'attrito con le pareti del contenitore (come già mostrato da Gay-Lussac).

## Opere
- (FR)  Réflexions sur la puissance motrice du feu (Parigi, Mallet-Bachelier, 1824) da Gallica
- (EN)  Reflections on the motive power of heat (traduzione in inglese, con introduzione di Lord Kelvin) (New York, Wiley & Sons, 1890)

## Riconoscimenti
È stato dedicato a Carnot un cratere lunare di 126 km di diametro (cratere Carnot) e un asteroide (12289 Carnot).